# Germans Musulmans del Sudan
Els Germans Musulmans del Sudan foren una organització política sudanesa originada a Egipte que fou activa al Sudan des de la seva fundació el 1949, organitzada a través d'estudiants universitaris musulmans. El seu suport estava entre sudanesos educats i el seu objectiu era la imposició de la llei islàmica. L'organització fou prohibida com totes les altres durant la dictadura d'Ibrahim Abbud (1958-1964).
El 1964 va reprendre activitats i fou elegit secretari general Hasan Abd Allah al-Turbai (conegut principalment com a Hasan al-Turabi), antic degà de la Facultat de Dret de la Universotat de Khartum i cunyat de Sadiq al-Mahdi, el cap de l'Umma. A les eleccions del 1965 els Germans Musulmans van concórrer sota una coalició anomenada Front de la Carta Islàmica (nom amb què foren coneguts de 1965 a 1969). Inicialment oposat al règim militar de Gaafar al-Nimeiry (1969-1985), però s'hi va anar acostant i a partir de la política de Reconciliació Nacional de 1977 hi va cooperar, i el 1979 fou nomenat fiscal general. El 1983 fou el principal impulsor de la decisió de Numeiry d'aplicar la llei islàmica a tot el país que va fer esclatar la segona guerra civil sudanesa. Caiguda la dictadura el 1985, l'organització va reunir algun grup islamista menor i regionals i va formar el Front Nacional Islàmic (National Islamic Front, NIF/FNI) que va participar en les eleccions de l'abril i va obtenir 51 diputats (l'Umma que fou el primer partit, en va aconseguir 101 i el Partit Democràtic Unionista 63) però en percentatge era menys del 10% i el propi al-Turabi no va guanyar el seu escó per Khartum. El Front va entrar al govern d'al-Mahdi i fou el responsable de la no derogació de la llei islàmica a les províncies del sud que el primer ministre volia i que haurien desactivat la rebel·lió.
El 30 de juny de 1989 simpatitzants del Front Nacional Islàmic a l'exèrcit van donar un cop d'estat i van agafar el poder sota la presidència d'Omar al-Bashir. Hasan al-Turabi fou arrestat formalment i confinat, però la impressió general era que estava darrere del cop. La influència del NIF/FNI fou evident dins el govern que va adoptar les seves polítiques i diversos membres del Front van entrar al govern com a ministres. El govern va donar suport als rebels del Txad que van prendre el poder el 1991. El 1993 el Consell de Comandament de la Revolució es va dissoldre i al-Bashir va passar a ser president i es va convocar una Assemblea Nacional de Transició però sense partits (els candidats es van presentar com independents). El 1998 es van autoritzar els partits i llavors al-Bashir i al-Turabi van refundar el partit (el Front Nacional Islàmic sembla que no fou dissolt formalment, però de facto fou donat per dissolt per assoliment dels seus objectius) i van crear el Partit del Congrés Nacional, del qual al-Turabi fou president (a més de president de l'Assemblea) i al-Bashir el secretari general. El 1999 al-Turabi es va oposar a la reelecció a la presidència d'al-Bashir i aquest va haver de dissoldre el parlament i declarar l'estat d'emergència; al-Turabi fou suspès com a president del PCN i un temps després arrestat. El 2000 al-Bashir fou relegit amb el 86,5% dels vots (l'altre candidat fou Gaafar al-Nimeiry); a l'assemblea el PCN va obtenir 350 dels 360 escons.
A partir dels atemptats de les Torres Bessones de setembre del 2001, al-Bashir es va distanciar d'al-Turabi i dels islamistes, almenys en aparença. No obstant la línia política va seguir marcada pels Germans Musulmans; les seves milícies van ser els autors de les matances al Darfur. El 2005 la pau de Nairobi (Comprehensive Peace Agreement CPA) garantia una part dels escons als sudistes reduint una mica l'aclaparadora majoria del PCN. El partit no obstant va conservar el control del govern. A les eleccions de 2010, al-Bashir fou reelegit president amb el 68,2% i el partit 306 dels 450 escons en l'Assemblea Nacional ampliada. El partit va acceptar sota pressió internacional els resultats del referèndum del 9 de gener de 2011 que van aprovar la secessió del Sudan pel 88,5% dels vots però va incomplir els altres acords sobre Kordofan del Sud, Darfur, Nil Blau i Abiey. Sudan del Sud va esdevenir independent sis mesos després. Aquesta independència es pot atribuir en un 99% a les errònies polítiques dels Germans Musulmans que van ser el principal aliment ideològic del sud.

## Bandera
La bandera del Partit era verda amb l'emblema o el nom al mig.